# Vodotoranj Borik
Vodotoranj Borik, također znan kao Vodotoranj na Vojnoviću ili samo Bjelovarski vodotoranj, bivši je vodotoranj. Izgrađen je za službu današnje vojarne "Bilogora" i grada Bjelovara, no nikada pušten u funkciju.
Danas je neslužbeno dio park-šume Borik, no na parceli je u vlasništvu vojarne. Vodotoranj uglavnom služi kao zid za penjanje. 

## Povijest
Vodotoranj je izgrađen tijekom Drugog svjetskog rata radi povećanja broja vojnika i potrebe za pitkom vodom za cijeli grad, pri kojem bi se izgradio cijeli vodovodni sistem koji grad još tada nije imao s vodotornjem kao glavno vodovodno spremište. Pri izgradnji vojnog kompleksa odlučena i izgradnja vodotornja u kvartu Vojnović. Izgradnja je počela 1943. i radovi su završili 1944. godine do kada je ostao samo djelomično dovršen i nikada stavljen u funkciju. Nakon završetka Drugog svjetskog rata situacija vodotornja i nove vodovodne gradske mreže su ostali neriješeni te se 1960-ih počelo raditi na rješenju.
Tijekom Domovinskog rata vodotoranj je zbog svoje pozicije uz vojarnu bio je jedna od većih meta eksploziva i štete tijekom rata. Danas se po vodotornju mogu vidjeti ostaci pogodaka raketiranja te popunjene rupe od metka. Danas vodotoranj služi kao zid za penjanje grupe Sportskog-penjačkog kluba "Grip", koji ga koriste kao svoje treniralište te ga koriste za natjecanja u penjanju.
- Šteta iz Domovinskog rata vidljiva na vodotornju.
- Slika vodotornja.